# Frank Schäffer
Frank Schäffer (Eltingen, 1952. július 6. – 2024. november 15.) német labdarúgó, hátvéd, rockénekes (Eddy and the News).

## Pályafutása
A TSV Eltingen csapatában kezdte a labdarúgást. 1973–1974 között az SpVgg Ludwigsburg csapatában szerepelt. 1974–1983 között a Borussia Mönchengladbach játékosa volt, ahol három bajnoki címet és két UEFA-kupa győzelmet szerzett a csapattal.

## Sikerei, díjai
Borussia Mönchengladbach
- Nyugatnémet bajnokság (Bundesliga)
  - bajnok (3): 1974–75, 1975–76, 1976–77
  - 2.: 1977–78
- Bajnokcsapatok Európa-kupája (BEK)
  - döntős: 1976–77
- UEFA-kupa
  - győztes (2): 1974–75, 1978–79
  - döntős: 1979–80

## Diszkográfia
- Eddy and the News Live (1997)
- I will hoim (2002)